# 橙脊瘰螈
橙脊瘰螈（学名：Paramesotriton aurantius）一种分布于中华人民共和国华东地区南部的两栖动物，隶属于蝾螈科瘰螈属。

## 形态特征
成年橙脊瘰螈全长约130～160毫米。头体、四肢和尾背面和侧面为深褐色，腹面较浅，呈淡棕褐色。肛后方至尾前半部下缘有一橙红色纵纹。体表大部分具有不规则黄色斑点和橙色斑块。尾侧从基部至端部有一明显白色带纹。指、趾端浅黄色。

## 分布
本种最早发现于福建省柘荣县、罗源县和莆田市等地。2017年发现在浙江省景宁畲族自治县望东坪高山湿地省级自然保护区也有分布。